# 荒川慎太郎
荒川 慎太郎（あらかわ しんたろう、1971年5月 - ）は、日本の言語学者。専門は西夏語文献学。東京外国語大学アジア・アフリカ言語文化研究所教授。

## 経歴
京都大学文学部に入学し、言語学を専攻。1995年3月、同大学文学部を卒業して京都大学大学院文学研究科修士課程に進み、1997年3月修了。2002年3月博士課程修了。
卒業後、2003年4月より東京外国語大学アジア・アフリカ言語文化研究所 助手。2007年4月より准教授。

## 受賞・栄典
- 第44回金田一京助博士記念賞受賞。

## 著書
- 荒川慎太郎・伊藤智ゆき・近藤信彰・澤田英夫・塩原朝子・高島淳・豊島正之・星泉・町田和彦・峰岸真琴 2005『図説 アジア文字入門』 （ふくろうの本「世界の文化」シリーズ） アジア・アフリカ言語文化研究所 編 (112pp.) 河出書房新社・東京
- 荒川慎太郎・高井康典行・渡辺健哉編2008『遼金西夏研究の現在 (1)』(vi+112pp), 東京外国語大学アジア・アフリカ言語文化研究所・東京